# هام باترسون
هام باترسون (بالإنجليزية: Ham Patterson)‏ هو لاعب كرة قاعدة أمريكي، ولد في 13 أكتوبر 1877 في بلفيل في الولايات المتحدة، وتوفي في 25 نوفمبر 1945 في سوانسي في الولايات المتحدة.

## وصلات خارجية
- هام باترسون على موقعبيزبول رفرنس.كوم (الدوري الرئيسي) (الإنجليزية)
- هام باترسون على موقعبيزبول رفرنس.كوم (الدوري الثانوي) (الإنجليزية)